# 加茂町 (徳島県名東郡)
加茂町（かもちょう）は、徳島県名東郡にあった町。1937年10月1日に徳島市に編入された。

## 地理
ほぼ、現在の加茂地区全域と、渭北地区の上助任町にあたる。ただし、合併後の1968年に町割が全面的に変更されたため、現在の町と厳密な対応はつけられない。
吉野川デルタの一部である。おおよそ、北東を鮎喰川、北西を吉野川、東を新町川、南を田宮川で限られていたが、部分的に町境と川は一致していなかった。

### 河川
| 河川   | 解説                                                   |
| ------ | ------------------------------------------------------ |
| 吉野川 | 地区内の川はすべて吉野川水系。町の北東縁を流れていた。 |
| 鮎喰川 | 吉野川の支流。町の北西縁を流れていた。                 |
| 飯尾川 | 鮎喰川の支流。                                         |
| 新町川 | 吉野川の分流。町の東縁を流れていた。                   |
| 田宮川 | 新町川の支流。町の南縁を流れていた。                   |

### 大字
現在の町・地区との対応はおおよそである。
| 大字   | 町村制前の村 | 現在の町               | 現在の地区 |
| ------ | ------------ | ---------------------- | ---------- |
| 上助任 | 上助任村     | 上助任町               | 渭北地区   |
| 田宮   | 田宮村       | 北田宮・南田宮・田宮町 | 加茂地区   |
| 矢三   | 矢三村       | 北矢三町・南矢三町     | 加茂地区   |
| 今切   | 今切村       | 春日・春日町           | 加茂地区   |

## 歴史

### 町名の由来
加茂村成立時に、平安時代にこの地にあったとされる加茂郷の名が取られた。ただし加茂郷の位置については異説も多く、近年の発掘調査からは、加茂名地区の庄町周辺とする説が有力である。

### 年表
- 1889年10月01日 - 町村制施行に伴い、名東郡上助任村・田宮村・矢三村・今切村が合併し、加茂村が誕生。
- 1911年 - この年から1929年にかけての吉野川改修により、上助任村・田宮村・浜高房（現 春日町浜高房）の各一部が河川敷となり、住民が移住した。
- 1933年04月01日 - 加茂村が加茂町に移行。
- 1934年 - 境界変更により加茂町大字上助任の吉野川北岸部分を板野郡川内村に編入、編入した地区は川内村大字助任（現　川内町北原、川内町榎瀬の一部）となる。
- 1937年10月01日 - 加茂町が徳島市に編入。

## 出身者
- 高橋尚孝（昆虫学者）